# 벨 다항식
벨 다항식(영어: Bell polynomial)은 조합론에서 에릭 템플 벨(Eric Temple Bell)의 이름을 따서 명명된 다항식이다. 또한 벨(Bell) 다항식은 집합 분할 연구에 사용된다. 이것은 스털링 수 및 벨 수와 관련이 있다. 그리고 이것들은 또한 파 디 브루노(Faà di Bruno)의 브루노 공식과 같은 많은 응용에서 언급된다.

## 벨다항식 생성함수
{\displaystyle B_{n}(x)=B_{n}(x_{1},\ldots ,x_{n})=exp({-x})\sum _{k=0}^{\infty }{{k^{n}x^{k}} \over {k!}}}
{\displaystyle \;\;\;=x\sum _{k=1}^{n}{n-1 \choose k-1}B_{k-1}(x)}

## 초기 벨 다항식
{\displaystyle {\begin{aligned}B_{0}={}&1\\[8pt]B_{1}(x_{1})={}&x_{1}\\[8pt]B_{2}(x_{1},x_{2})={}&x_{1}^{2}+x_{2}\\[8pt]B_{3}(x_{1},x_{2},x_{3})={}&x_{1}^{3}+3x_{1}x_{2}+x_{3}\\[8pt]B_{4}(x_{1},x_{2},x_{3},x_{4})={}&x_{1}^{4}+6x_{1}^{2}x_{2}+4x_{1}x_{3}+3x_{2}^{2}+x_{4}\\[8pt]B_{5}(x_{1},x_{2},x_{3},x_{4},x_{5})={}&x_{1}^{5}+10x_{2}x_{1}^{3}+15x_{2}^{2}x_{1}+10x_{3}x_{1}^{2}+10x_{3}x_{2}+5x_{4}x_{1}+x_{5}\\[8pt]B_{6}(x_{1},x_{2},x_{3},x_{4},x_{5},x_{6})={}&x_{1}^{6}+15x_{2}x_{1}^{4}+20x_{3}x_{1}^{3}+45x_{2}^{2}x_{1}^{2}+15x_{2}^{3}+60x_{3}x_{2}x_{1}\\&{}+15x_{4}x_{1}^{2}+10x_{3}^{2}+15x_{4}x_{2}+6x_{5}x_{1}+x_{6}\\[8pt]B_{7}(x_{1},x_{2},x_{3},x_{4},x_{5},x_{6},x_{7})={}&x_{1}^{7}+21x_{1}^{5}x_{2}+35x_{1}^{4}x_{3}+105x_{1}^{3}x_{2}^{2}+35x_{1}^{3}x_{4}\\&{}+210x_{1}^{2}x_{2}x_{3}+105x_{1}x_{2}^{3}+21x_{1}^{2}x_{5}+105x_{1}x_{2}x_{4}\\&{}+70x_{1}x_{3}^{2}+105x_{2}^{2}x_{3}+7x_{1}x_{6}+21x_{2}x_{5}+35x_{3}x_{4}+x_{7}\\\vdots \end{aligned}}}

## 미분 표현
벨 다항식은 또한 다음과 같은 미분으로 표현가능하다.
{\displaystyle {\begin{aligned}B_{n}(x_{1},\ldots ,x_{n})={\frac {1}{n-1}}\left(\sum _{i=2}^{n}\right.&\sum _{j=1}^{i-1}(i-1){\binom {i-2}{j-1}}x_{j}x_{i-j}{\frac {\partial B_{n-1}(x_{1},\dots ,x_{n-1})}{\partial x_{i-1}}}\\[5pt]&\left.{}+\sum _{i=2}^{n}\sum _{j=1}^{i-1}{\frac {x_{i+1}}{\binom {i}{j}}}{\frac {\partial ^{2}B_{n-1}(x_{1},\dots ,x_{n-1})}{\partial x_{j}\partial x_{i-j}}}\right.\\[5pt]&\left.{}+\sum _{i=2}^{n}x_{i}{\frac {\partial B_{n-1}(x_{1},\dots ,x_{n-1})}{\partial x_{i-1}}}\right)\end{aligned}}}

## 행렬 표현
완전한 종 다항식 Bn 은 부분 종 다항식 Bn,k 의 합으로 표현 할 수 있습니다.
{\displaystyle B_{n}(x_{1},\dots ,x_{n})=\sum _{k=1}^{n}B_{n,k}(x_{1},x_{2},\dots ,x_{n-k+1})}
완전한 종 다항식을 행렬식으로 표현 할 수 있습니다.
{\displaystyle B_{n}(x_{1},\dots ,x_{n})=\det {\begin{bmatrix}x_{1}&{n-1 \choose 1}x_{2}&{n-1 \choose 2}x_{3}&{n-1 \choose 3}x_{4}&{n-1 \choose 4}x_{5}&\cdots &\cdots &x_{n}\\\\-1&x_{1}&{n-2 \choose 1}x_{2}&{n-2 \choose 2}x_{3}&{n-2 \choose 3}x_{4}&\cdots &\cdots &x_{n-1}\\\\0&-1&x_{1}&{n-3 \choose 1}x_{2}&{n-3 \choose 2}x_{3}&\cdots &\cdots &x_{n-2}\\\\0&0&-1&x_{1}&{n-4 \choose 1}x_{2}&\cdots &\cdots &x_{n-3}\\\\0&0&0&-1&x_{1}&\cdots &\cdots &x_{n-4}\\\\0&0&0&0&-1&\cdots &\cdots &x_{n-5}\\\\\vdots &\vdots &\vdots &\vdots &\vdots &\ddots &\ddots &\vdots \\\\0&0&0&0&0&\cdots &-1&x_{1}\end{bmatrix}}}

## 같이 보기
- 이항 정리
- 베르누이 수
- 케일리-헤밀턴 정리

## 참고
- 매스월드
- 매스월드
- OEIS
- OEIS
- EOM